# Tibeti Alapítvány az Egyetemes Felelősségtudatért
A Tibeti Alapítvány az Egyetemes Felelősségtudatért (angolul: Tibetan Foundation for Universal Responsibility) egy nonprofit szervezet, amely 1989-ben indult, amikor a 14. dalai láma a Nobel-békedíj mellé járó pénzdíj egy részét felajánlotta az alapítvány részére, azzal a szándékkal, hogy létrejöjjön az első olyan kifejezetten tibeti alapítvány, amely a „tibeti emberek szívéből szól”. A pénzdíj többi részét a tibeti láma a világ különböző részein élő éhezőknek, egy részét lepra elleni indiai programoknak, egy részét pedig békéért küzdő különböző szervezetek és programok részére ajánlotta fel. Az egyetemes felelősségért alapítvány a tibeti buddhista elvek szerint vesz részt projektekben, amelyek hasznosak az emberek számára, külön hangsúlyt fektetve az erőszakmentes módszerekre, a vallások és a tudomány közötti párbeszéd előmozdítására, az emberi jogok és a demokratikus szabadság biztosítására, valamint az anyatermészet megőrzésére és helyreállítására.
Az alapítvány egyik irodája Dharamszalában, a másik Delhiben van. Az alapítvány fő megbízottai: 14. dalai láma (elnök), Cshime R. Cshökjapa, Tendzin Csögyal, Rajiv Mehrotra (titkár).

## Kapcsolódó szervezetek
- Dalai Láma Tröszt[3]
- Dalai Láma Központ a Békéért és az Oktatásért[4]
- Dalai Láma Központ az Etikáért és az Átalakító Értékekért (Massachusetts Institute of Technology (MIT))[5]
- Dalai Láma Intézet a Felsőfokú Oktatásért[6]